# الیس وارینگا
الیس وارینگا (انگلیسی: Ilse Warringa؛ زادهٔ ۱ ژوئن ۱۹۷۵) صداپیشه و هنرپیشه اهل پادشاهی هلند است. وارینگا در سال ۲۰۰۶ به مجموعه تلویزیونی وینکس کلاب پیوست و از فصل ۳ تا ۵ و ۶ جایگزین (کارین وان اس) در شخصیت ایزینگ شد.